# Alfredo Stanevičius
Alfredo Stanevičius (Montevideo, 1942 - 2006) fue un artista uruguayo de ascendencia lituana, miembro de la Comunidad lituana del Uruguay, trabajador social y cultural, director del cuerpo de bailes Gintaras y Azuolynas.

## Biografía
Pranas Stanevicius, el padre de Alfredo Stanevicius es oriundo del pueblo de Subacius cerca de Kupiskis. Los padres de Pranas poseían algunas tierras y un pequeño almacén, el cual vendieron y el dinero obtenido lo repartieron entre sus 6 hijos.  El padre de A. Stanevicius fue el único de la familia que no encontrando una profesión adecuada eligió viajar a América.Se radicó en Montevideo,en la villa del Cerro junto con otros emigrantes. Más tarde habiendo desposado a Jane Kondrotaite nació Alfredo Stanevicius. 
A. Stanevičius terminó odontología, tuvo su consultorio en Montevideo. 

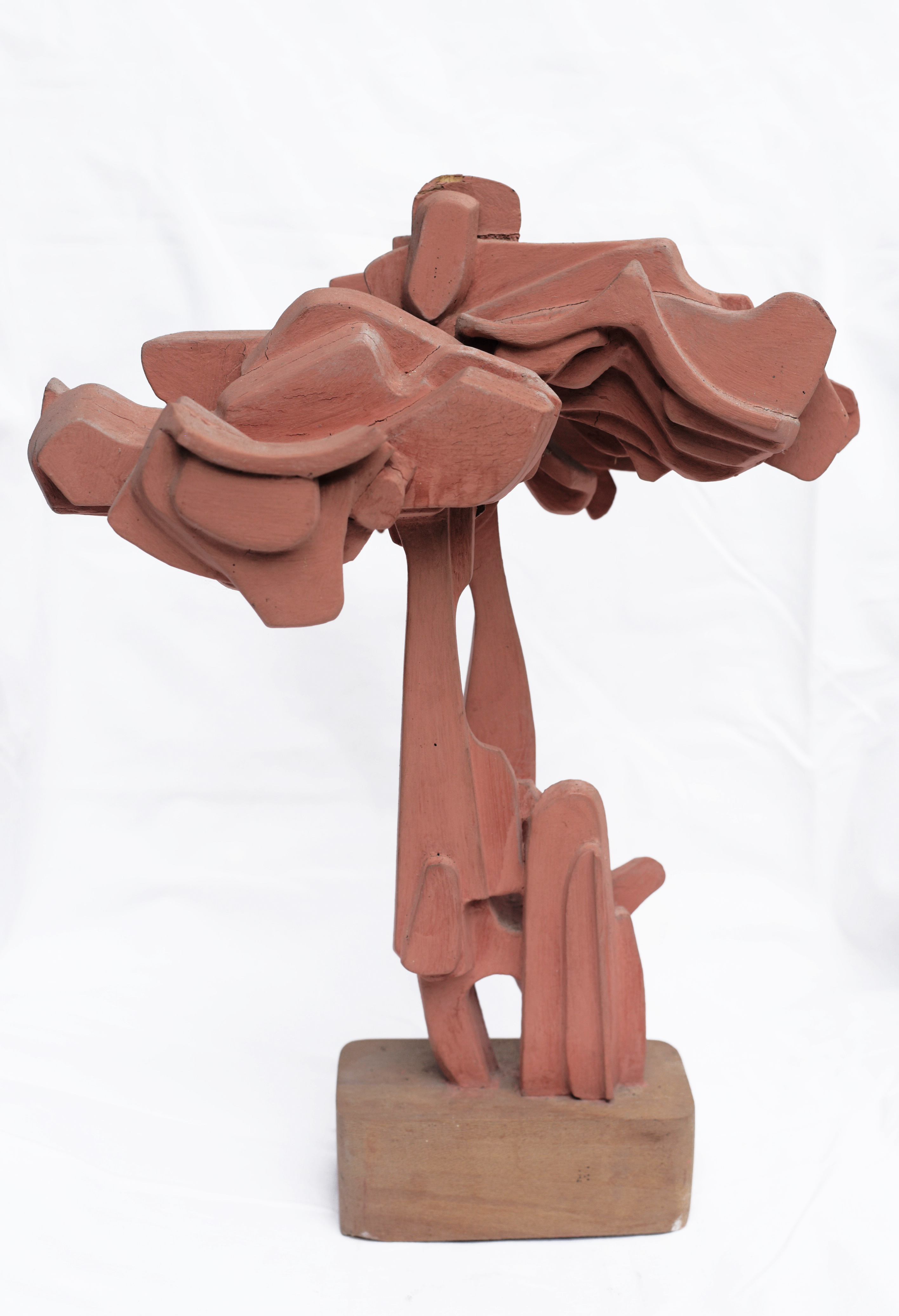
Escultura de arcilla de A. Stanevičius. Foto de Berta Tilmantaitė

En 1966 terminó un curso de etnografía y folclore lituano en la Universidad de Fordham en EE. UU. en 1976 en. Cursos privados que funcionaban en el Instituto de Arte de Montevideo aprendió las técnicas de grabado y serigrafía que luego adaptó a la creación de sus trabajos.
A A. Stanevicius le interesaban varios materiales y su plasticidad, en sus creaciones es clara la estructura geométrica y los rasgos de la cultura de América del Sur. Utilizaba con frecuencia el yeso, la madera, el vidrio, el plástico y las telas. Prevalecen los símbolos lituanos, la mitología y los personajes de cuentos. 
Una de sus piezas más interesante, es una graciosa escultura de mujeres, realizada de viejos trapos de limpieza y yeso. También las figuras de Cristo preocupado (Rupintojelis) de madera vidrio y plástico, que para su realización utilizó los restos de plástico de los faros, resultante de una colisión entre automóviles.
Junto con un miembro de la comunidad lituana, el tejedor, Vytautas Dorelis, crearon trajes nacionales A.Stanevicius fue el encargado de los dibujos y tonos de color. Estos trajes fueron usados por los conjuntos de las comunidades de Sudamérica, Norteamérica y Australia. 

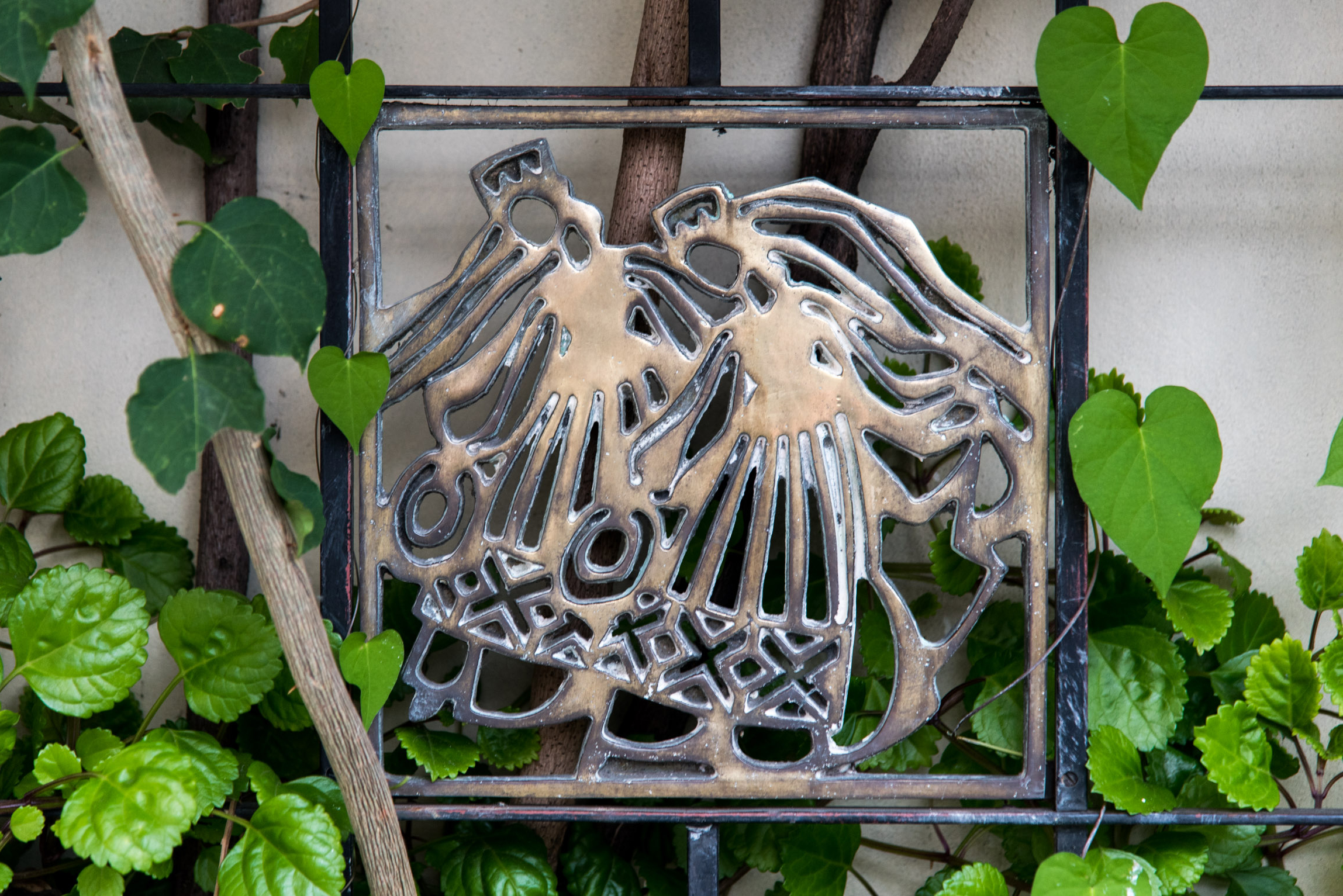
Obras de bronce de A. Stanevičius en el patio de la comunidad lituana "Unificación lituana en Argentina". Foto de Berta Tilmantaitė

Los trabajos de gráfica realizados por el artista que representan paisajes lituanos estilizados, eran impresos en las tapas de discos de música editados por la Comunidad Lituana del Uruguay. El libro de Marija Saulaityte “El sexto día” también está ilustrado con sus trabajos gráficos. 
Las obras de Alfredo fueron expuestas en Canadá, EE. UU., Argentina, Brasil y Europa.En 1983en la galería “Ours Roots” de Chicago, en marzo de 1984 en el “Círculo Americano de Arte” de Punta del Este, en 1984 en la exposición de grabados de Cadaqués, España. 
En 1988 y 1989 expone sus trabajos en galerías de arte de Toronto, Chicago y Los Ángeles. Las obras del artista se exhibieron en la exposición “Entre puertos” (curadora Zita Darguzyte), realizada en la galería de la Comisión nacional Lituana de la UNESCO en Vilnius, así como en 2008 en la Exposición Mundial de la Diáspora Lituana “Creo que algún día volveremos a Lituania”.

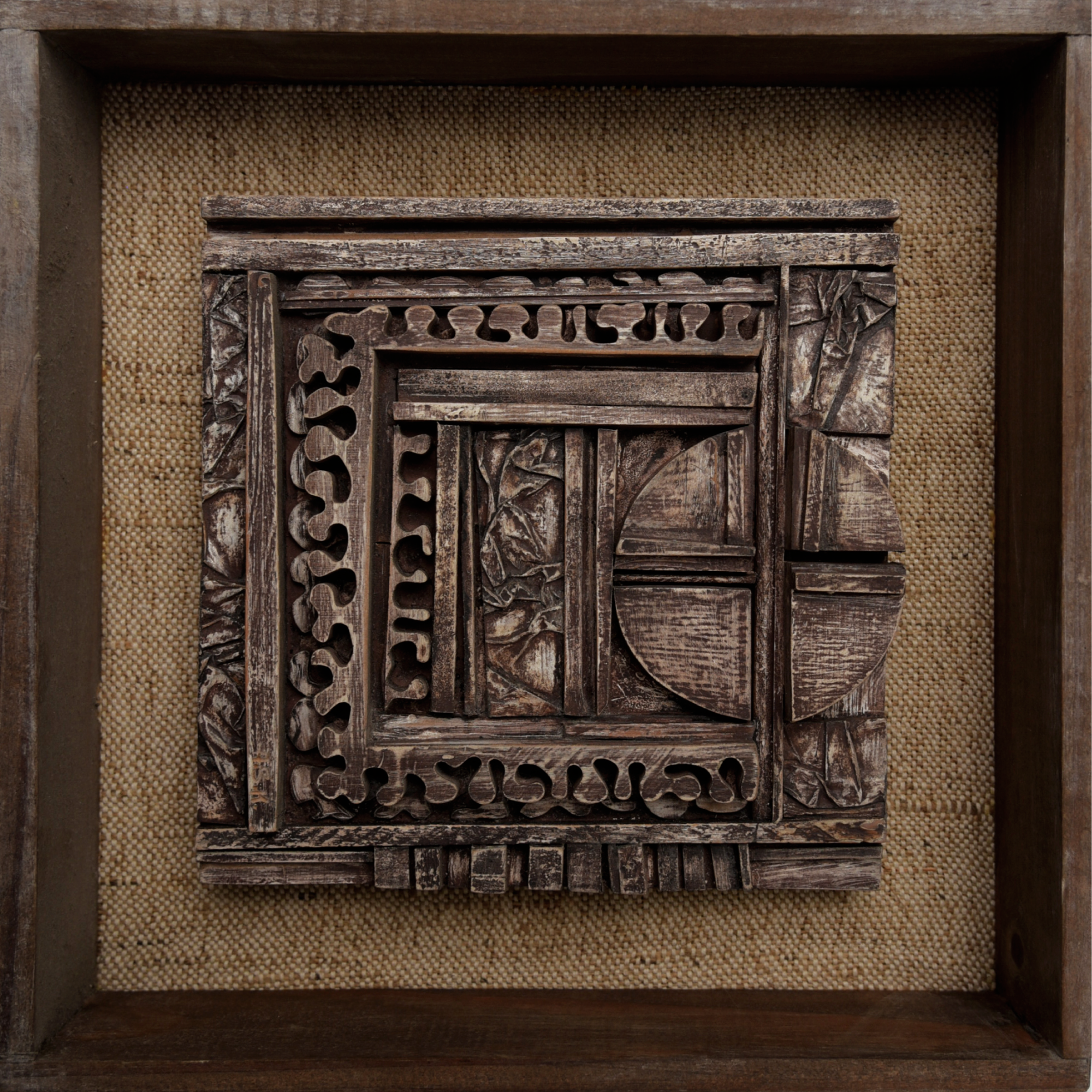
Una pintura creada por A. Stanevičius. Foto de Berta Tilmantaitė

### Actividades culturales
1968 Alfredo Stanevičius comenzó a dirigir el grupo de baile nacional lituano "Gintaras". Más tarde, fundó otro grupo de baile "Ąžuolynas" en 1980. viajó a los Estados Unidos, donde dio conferencias sobre arte lituano y junto con el grupo dio conciertos a comunidades lituanas.
A. Stanevicius dictó conferencias en Montevideo y Buenos Aires, en su momento investigó problemas de nacionalidad, historia del arte y costumbres. Hasta estos días han quedado sus conferencias y lecciones de idioma de cultura lituana y temas de identidad, de las cuales la mejor es conocida en 1981, durante el Congreso de Lituanos de Sudamérica en Buenos Aires, Argentina, que más tarde fue publicada en el periódico “AIDAS” 

## Conmemoración
En el patio de la comunidad lituana de Argentina “Susivienijimas” luego del fallecimiento de A.Stanevicius colocaron una placa recordatoria con su nombre. Acerca de él escriben “El 19 de febrero recordamos al fallecido, el mes pasado A.Stanevicius, con su nombre llamamos al patio, en el cual hace unos cuantos años adornan sus trabajos de bronce. A.Stanevicus también colaboró mucho tiempo con nuestra asociación, preparando discursos, exposiciones, cursos de arte, ampliando las costumbres y cultura lituanas.